# Lijst van graafmachinemerken
Dit is een lijst van graafmachinemerken. 

## Kranen
- Åkerman
- Atlas Copco, voorheen Atlas
- Atlas Weyhausen
- Bobcat
- Case
- Caterpillar
- Daewoo (Doosan-Daewoo)
- Dresser
- Etec
- Furukawa
- Gehl
- Hanomag
- Hidromek

- Hitachi
- Hyundai
- Hydrema
- International
- JCB
- Liebherr
- Link-Belt
- Komatsu
- Kubota
- Manitou
- Mecalac
- Menck
- Messersi

- Neuson (Neuson-Kramer)
- New Holland
- Kobelco
- O&K
- Samsung
- Schaeff
- Sennebogen
- Takeuchi
- Terex
- Volvo Construction Equipment
- Wacker Neuson
- Yanmar

## Shovels
- Ahlmann
- Bobcat
- Case
- Caterpillar
- Daewoo (Doosan-Daewoo)
- Gehl
- GIANT
- Hanomag
- JCB
- Kramer (Neuson-Kramer, Kramer Allrad)

- Komatsu
- Ljungby Maskin
- Mecalac
- Messersi
- New Holland
- O&K
- Paus
- Quappen
- Schaeff zeppelin
- Schäffer
- Striegel

- Takeuchi
- Terex
- Thaler
- Venieri
- Volvo Construction Equipment
- Yanmar
- Wacker Neuson
- Weidemann
- Werklust
- Zettelmeier